# Peter Lines
Peter Lines est un joueur professionnel de snooker né le 11 décembre 1969 à Leeds en Angleterre. Il est le père d'un autre joueur professionnel, Oliver Lines.
Lines connait sa meilleure période à la fin des années 1990. Il se qualifie pour son premier et unique championnat du monde en 1998, atteint les quarts de finale à l'international de Chine en 1999 et obtient son meilleur classement la même année, celui de no 42. Pourtant, c'est vingt ans plus tard, en 2018 qu'il réalise son meilleur résultat dans un tournoi classé, parvenant jusqu'à la demi-finale au Classique Paul Hunter, à l'âge de 49 ans.

## Carrière
Peter Lines passe professionnel en 1991. La saison 1997-1998 le voit se sortir des qualifications du championnat du monde en vue de jouer au Crucible Theatre pour la première fois de sa carrière, où il sera battu 10-4 par John Parrott. Par conséquent, il grapille des places au classement et termine la saison au 53e rang mondial. Il s'agit d'ailleurs de sa seule apparition dans ce tournois. 
Lines réalise son meilleur résultat en carrière à l'international de Chine en 1999 puisqu'il connait des victoires d'exception sur John Higgins et Peter Ebdon pour atteindre son premier quart de finale, où il est battu en manche décisive par l'Anglais Brian Morgan.  
Dix ans plus tard, il réalise un parcours remarqué au championnat du Royaume-Uni, où, issu des qualifications, il élimine Marco Fu (sur le score de 9-3) et Mark Williams (sur le score de 9-8) pour atteindre son deuxième quart de finale en carrière. Son parcours est arrêté par l'Écossais Stephen Maguire, qui le bat sur le score de 9-5. 
Lines réalise sa première demi-finale au cours du Classique Paul Hunter 2018 en battant Mark Davis en huitièmes de finale et Jack Lisowski en quarts de finale. Il est battu par Kyren Wilson, futur vainqueur du tournoi, au terme d'une manche décisive (4-3).   
Aux séries professionnelles 2021, Peter Lines est battu par son fils Oliver Lines 2 manches à 0. C'est la première fois depuis 1986 qu'un père et son fils se sont rencontrés sur le circuit professionnel.   
Au terme de la saison 2022-2023, Peter Lines est relégué du circuit principal, n'ayant pas réussi à se maintenir parmi les 64 premiers joueurs au classement mondial. Dès la saison suivante, l'Anglais s'illustre en remportant la dernière épreuve du circuit secondaire. Néanmoins, cette victoire ne suffit pas pour réintégrer le grand circuit.    
En dehors du circuit professionnel, Lines se distingue également sur le circuit des plus de 40 ans. Ainsi, il devient champion du monde seniors en 2017 en dominant John Parrott 4-0 en finale. Peter Lines remporte le Championnat du Royaume-Uni seniors 2022 en dominant le champion du monde seniors en titre David Lilley en finale, sur le score de 4 manches à 1.

## Controverse
Lines reçoit une amende de 2 500 £ pour avoir accusé Xiao Guodong de triche et pour lui avoir proposé « de se battre à l'extérieur ». Le conflit a eu lieu lors du match qualificatif de l'Open d'Irlande du Nord 2022, remporté 4-3 par le joueur chinois, à propos du replacement de la bille blanche à l'issue d'un foul and a miss.

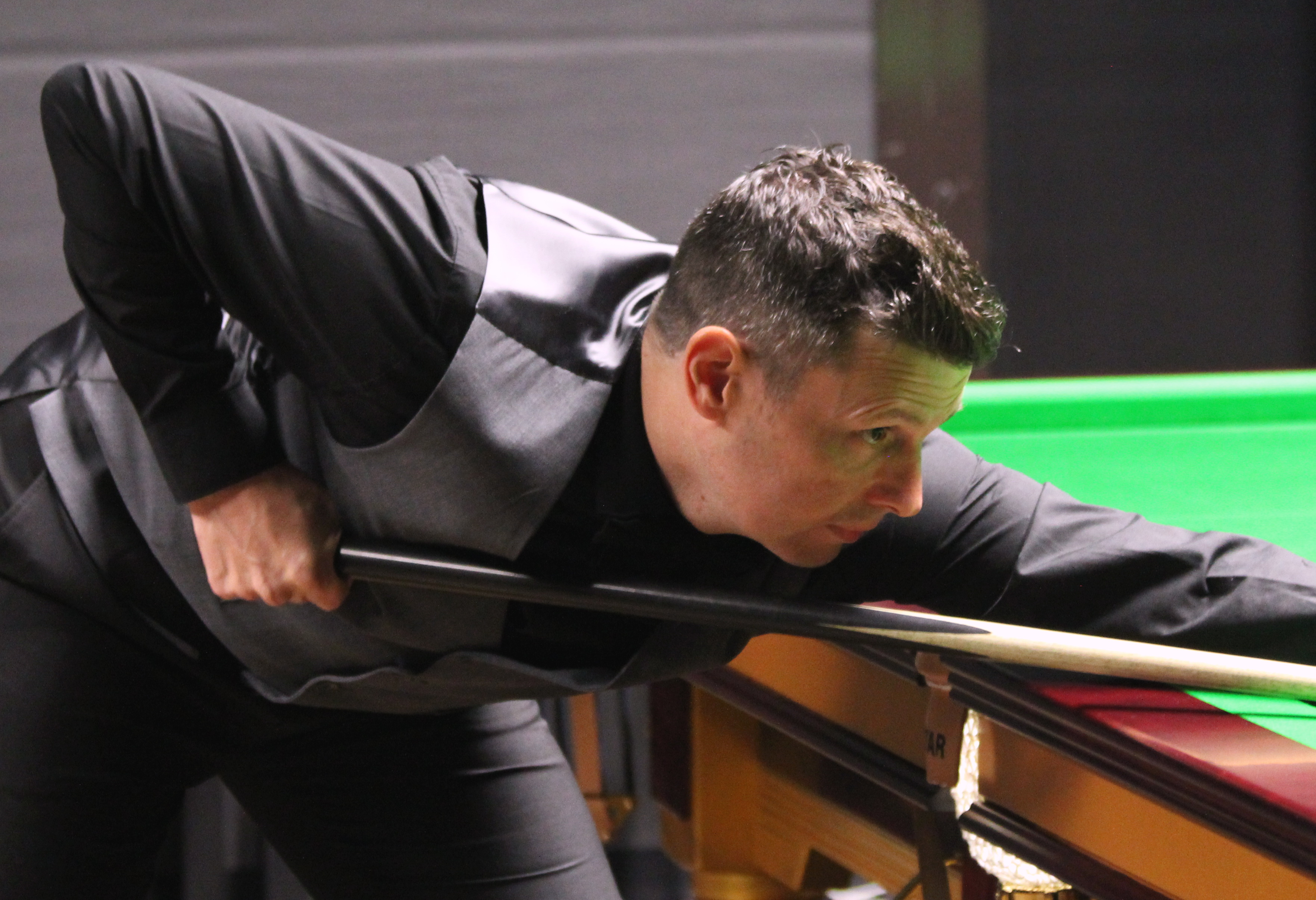
Lines en 2016.

## Palmarès
| Légende | Catégorie                        | Titres                         | Finales                        |
|         | Tournois classés                 | 0                              | 0                              |
|         | Tournois non classés             | 1                              | 0                              |
|         | Tournois seniors                 | 3                              | 2                              |
|         | Tournois pro-am                  | 5                              | 2                              |
|         | Tournois du circuit du challenge | 1                              | 0                              |
|         | Tournois amateurs                | 1                              | 1                              |
| Gras    | Tournois de la triple couronne   | Tournois de la triple couronne | Tournois de la triple couronne |

### Titres
| Saison    | Nom du tournoi                                          | Lieu       | Finaliste       | Score | Tableau |
| 1993-1994 | Tournoi pro-am Pontins (automne)                        | Prestatyn  | Andrew Hannah   | 5-3   | Tableau |
| 2014-2015 | Championnat de Merseyside                               | Liverpool  | Lee Walker      | 5-4   |         |
| 2007-2008 | Séries internationales Pontins (épreuve 5)              | Prestatyn  | Daniel Wells    | 6-5   |         |
| 2008-2009 | Open Pontins pro-am (épreuve 3)                         | Prestatyn  | Judd Trump      | 4-3   | [ 6 ]   |
| 2008-2009 | Open Pontins pro-am (épreuve 5)                         | Prestatyn  | Paul Davison    | 4-1   | [ 7 ]   |
| 2008-2009 | Open Pontins pro-am (épreuve 6)                         | Prestatyn  | Stephen Craigie | 4-1   | [ 8 ]   |
| 2014-2015 | Pink Ribbon                                             | Gloucester | Lee Walker      | 4-1   |         |
| 2016-2017 | Championnat du monde seniors                            | Scunthorpe | John Parrott    | 4-0   |         |
| 2021-2022 | Championnat du Royaume-Uni seniors                      | Hull       | David Lilley    | 4-1   | Tableau |
| 2022-2023 | 4e tournoi qualificatif au championnat du monde séniors | Reading    | Andrew Norman   | 4-0   |         |
| 2023-2024 | Q Tour n°7                                              | Leeds      | Umut Dikme      | 5-1   |         |

### Finales
| Saison    | Nom du tournoi                                          | Lieu       | Vainqueur      | Score | Tableau |
| 2007-2008 | Séries internationales Pontins (épreuve 7)              | Prestatyn  | Jamie Jones    | 2-6   |         |
| 2009-2010 | Open Pontins pro-am (épreuve 3)                         | Prestatyn  | Judd Trump     | 2-5   | [ 9 ]   |
| 2009-2010 | Qualification du championnat du monde seniors           |            | Nigel Bond     | 3-4   |         |
| 2012-2013 | Pink Ribbon                                             | Gloucester | Stuart Bingham | 2-5   |         |
| 2022-2023 | 3e tournoi qualificatif au championnat du monde séniors | Reading    | Alfie Burden   | 3-4   |         |

## Note
1. ↑  (en-GB) Ryan Watterson, « Peter Lines Lifts Q Tour Title in Leeds », sur WPBSA, 18 février 2024 (consulté le 11 mai 2024)
2. ↑  (en-US) « Lines Wins UK Seniors Title », sur World Snooker Tour, 7 janvier 2022 (consulté le 8 janvier 2022).
3. ↑  (en) « Peter Lines fined after accusing Xiao Guodong of cheating and asking him for a fight in Northern Ireland Open qualifying », sur eurosport.com, Eurosport, 14 janvier 2022 (consulté le 16 janvier 2022).
4. ↑  Le classement mondial a été inauguré au cours de la saison 1976/1977.
5. ↑  Championnat du monde, championnat du Royaume-Uni et Masters
6. ↑  (en) 2008 Pontins Pro-Am - Event 3 (cuetracker.net)
7. ↑  (en) 2008 Pontins Pro-Am - Event 5 (cuetracker.net)
8. ↑  (en) 2008 Pontins Pro-Am - Event 6 (cuetracker.net)
9. ↑  (en) 2009 Pontins Pro-Am - Event 3 (cuetracker.net)